# هلوبوتشانی
هلوبوتشانی (به چکی: Hlubočany) یک منطقهٔ مسکونی در جمهوری چک است که در ناحیه ویشکوو واقع شده‌است. هلوبوتشانی ۸٫۰۵ کیلومتر مربع مساحت و ۴۹۵ نفر جمعیت دارد و ۲۷۳ متر بالاتر از سطح دریا واقع شده‌است.